# 조지 맬러리
조지 허버트 리맬러리(영어: George Herbert Leigh-Mallory, 1886년 6월 18일 ~ 1924년 6월 8일 또는 9일)는 영국의 산악인이며, 1924년 제3차 영국 에베레스트 원정대에 참여하였다 실종되었다.

## 생애
윈체스터 칼리지와 케임브리지 대학교에 다녔으며, 존 메이너드 케인스와는 동급생이자 친구 사이였다. 졸업 이후인 1915년 왕립 포병대에 소위로 임관했으며, 1917년 제1차 세계 대전 당시 솜 전투에 참전하였다. 그 뒤 1920년대에 있었던 3번의 에베레스트 산 등반 원정대에 참가했으며, 제1차는 지역 탐사에 목적을 두었으나 제2차부터 본격적으로 에베레스트 첫 등정을 목표로 하였다. 이후 1924년 제3차 영국 에베레스트 원정대에서 파트너 앤드루 어빈과 함께 정상을 목표로 북벽에 도전했으나, 정상을 수백미터 남긴 채 북동쪽 산등성이 부근에서 목격된 것을 마지막으로 실종되었다.
맬러리의 최후는 사후 75년 동안 수수께끼에 싸여 있었지만, 1999년 5월 1일 국제 탐색대에 의해 시신이 발견되었다. 맬러리와 어빈이 세계 최초로 에베레스트 산 등정을 완수했는지 여부에 대해서는 아직도 논란이 일고 있으며, 공식적으로는 에드먼드 힐러리와 텐징 노르가이가 최초의 등반자로 기록되었다.
맬러리는 "왜 에베레스트 산을 오르려고 하는가"라는 질문에 "거기에 산이 있으니까(Because it is there)"라고 대답했다는 일화로 유명하다. 한때 인용문의 진위와 맬러리가 실제로 그러한 발언을 했는지의 여부에 대해서 의문이 제기된 적이 있다. 기자의 의역이었다는 의견이 있었으나 타임지 기사의 원본을 면밀히 조사한 결과, 이와 같은 의문은 미해결인 채로 남았다. 그러나 해당 문장은 기사 초고에서 발견된 직접 인용문과 일치하므로 맬러리의 태도를 왜곡한 것은 아닌 것으로 보인다.

## 같이 보기
- 에베레스트산에서 죽은 사람의 목록